# رضا قوچان‌نژاد
رضا قوچان‌نژاد نورنیا (زادهٔ ۲۹ شهریور ۱۳۶۶ در مشهد) بازیکن سابق فوتبال اهل ایران است.
نام مستعار رضا قوچان‌نژاد در کشور هلند و بلژیک «گوچی» است. وی هم‌چنین سابقهٔ عضویت در تیم زیر ۱۹ ساله‌های هلند را در کارنامه دارد.
قوچان‌نژاد تک‌گل برتری تیم ملی ایران در برابر تیم ملی کره جنوبی را در ۲۸ خرداد ۱۳۹۲ وارد دروازه کره جنوبی کرد و باعث صعود ایران به جام جهانی ۲۰۱۴ برزیل شد.
گل وی به تیم ملی کره‌جنوبی را مشابه گل خداداد عزیزی به استرالیا خوانده‌اند و در بین جراید و روزنامه‌ها به حماسه‌ساز اولسان معروف گشت.
او تنها گل تیم ملی ایران در جام جهانی فوتبال ۲۰۱۴ در بازی آخر مقابل تیم ملی بوسنی و هرزگوین را به ثمر رساند. وی هشتمین گلزن برتر تاریخ فوتبال ایران با ۱۷ گل ملی است. قوچان‌نژاد در تاریخ ۷ تیر ۱۳۹۷ بعد از پایان کار ایران در جام جهانی روسیه با انتشار پستی در اینستاگرام از تیم ملی ایران خداحافظی کرد.

## زندگی خصوصی
رضا قوچان‌نژاد در یک خانواده ورزشی در مشهد به دنیا آمد. او برادرزاده جبار قوچان‌نژاد مربی سابق والیبال میزان خراسان است. رضا در دوران کودکی به همراه خانواده‌اش به هلند مهاجرت کرد و فوتبال پایه را در این کشور آغاز کرد. رضا در اظهاراتش از علاقه‌اش به شهر مشهد و تیم فوتبال ابومسلم خراسان سخن گفته بود.
قوچان‌نژاد در تاریخ ۳۰ مارس ۲۰۱۶ در یک مراسم خصوصی در حرم امام رضا با سَروین بیات، خواهر بازیگر ایرانی ساره بیات، ازدواج کرد. این زوج صاحب یک پسر به نام دوران (متولد ۲۹ ژانویه ۲۰۱۸) هستند.

## خارج از فوتبال
وی دانش‌آموخته رشته حقوق و علوم سیاسی از دانشگاه فری آمستردام می‌باشد. قوچان‌نژاد می‌تواند حداقل به چهار زبان از جمله انگلیسی، هلندی، فرانسوی و فارسی به‌عنوان زبان مادری صحبت کند و آلمانی را نیز می‌فهمد؛ طبق اظهاراتش ایتالیایی و پرتغالی را نیز آموخته است. او به نواختن آلات موسیقی علاقه دارد و می‌تواند ویولن بنوازد.
اگرچه فعالیت‌هایش را خصوصی نگه می‌دارد، اما به‌خاطر حمایت از طرح‌های آموزشی جوانان در ایران شناخته شده است.

## حضور در تیم ملی فوتبال ایران

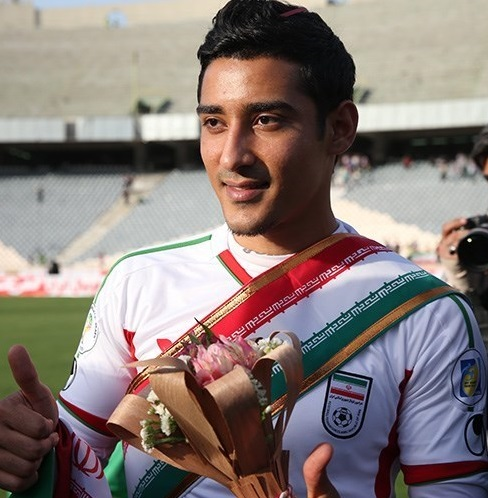
قوچان‌نژاد در ورزشگاه آزادی در ۲۰۱۳

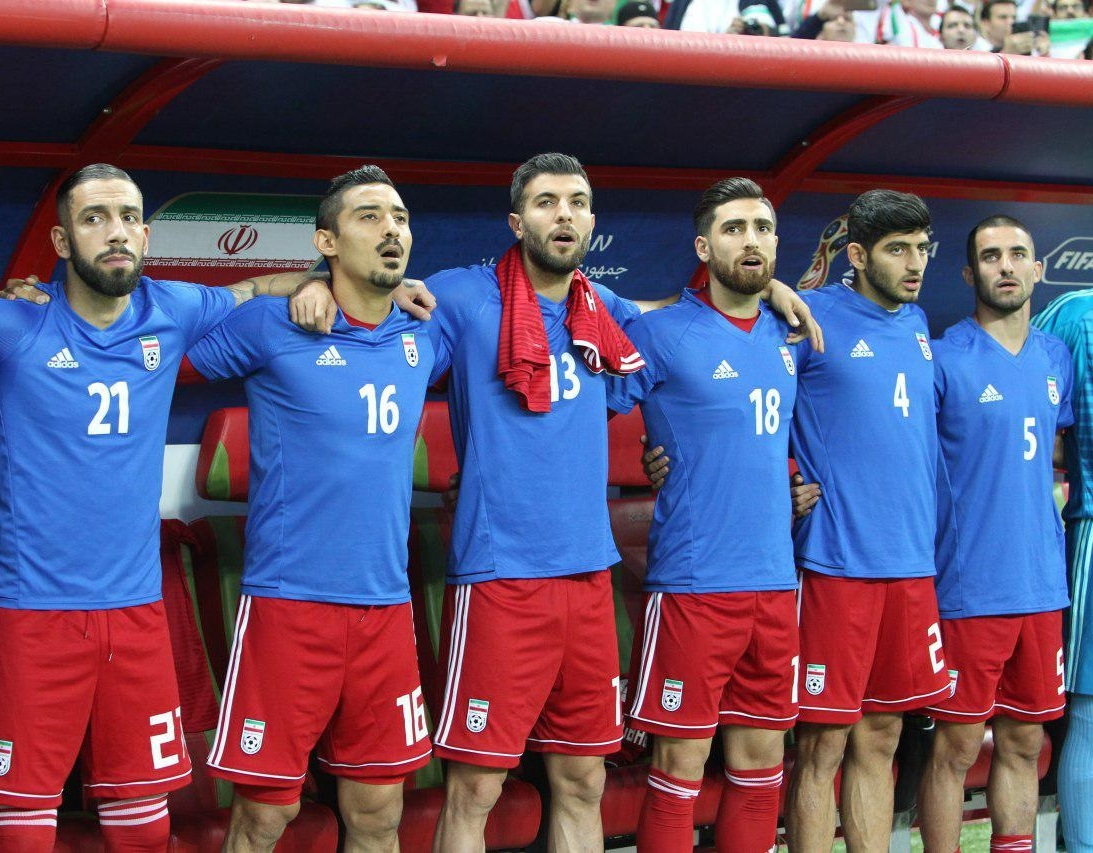
قوچان‌نژاد پیش از شروع بازی ایران و اسپانیا در مرحلهٔ گروهی جام جهانی فوتبال ۲۰۱۸

کارلوس کی‌روش در تماسی تلفنی از قوچان‌نژاد که در شهر لیر بلژیک بود، دعوت کرد که به تیم ملی فوتبال ایران بپیوندد. او نخستین بازی خود را در تاریخ ۱۶ اکتبر ۲۰۱۲ در برد ۰–۱ ایران مقابل کره جنوبی در مقدماتی جام جهانی فوتبال ۲۰۱۴ انجام داد. در سومین بازی بین‌المللی خود دو گل مقابل لبنان در مقدماتی جام ملت‌های آسیا ۲۰۱۵ به ثمر رساند.
در چهارم ژوئن ۲۰۱۳ قوچان‌نژاد تنها گل ایران مقابل قطر در مقدماتی جام جهانی فوتبال ۲۰۱۴ به ثمر رساند و سه امتیاز ارزشمند برای ایران به دست آورد. بعدها مقابل لبنان در پیروزی ۰–۴ باز گلزنی کرد. در بازی بعد مقابل کره جنوبی در اولسان تک گل ایران و گل پیروزی را به ثمر رساند و به قهرمان‌ملی تبدیل شد و حماسه‌ساز اولسان لقب گرفت.

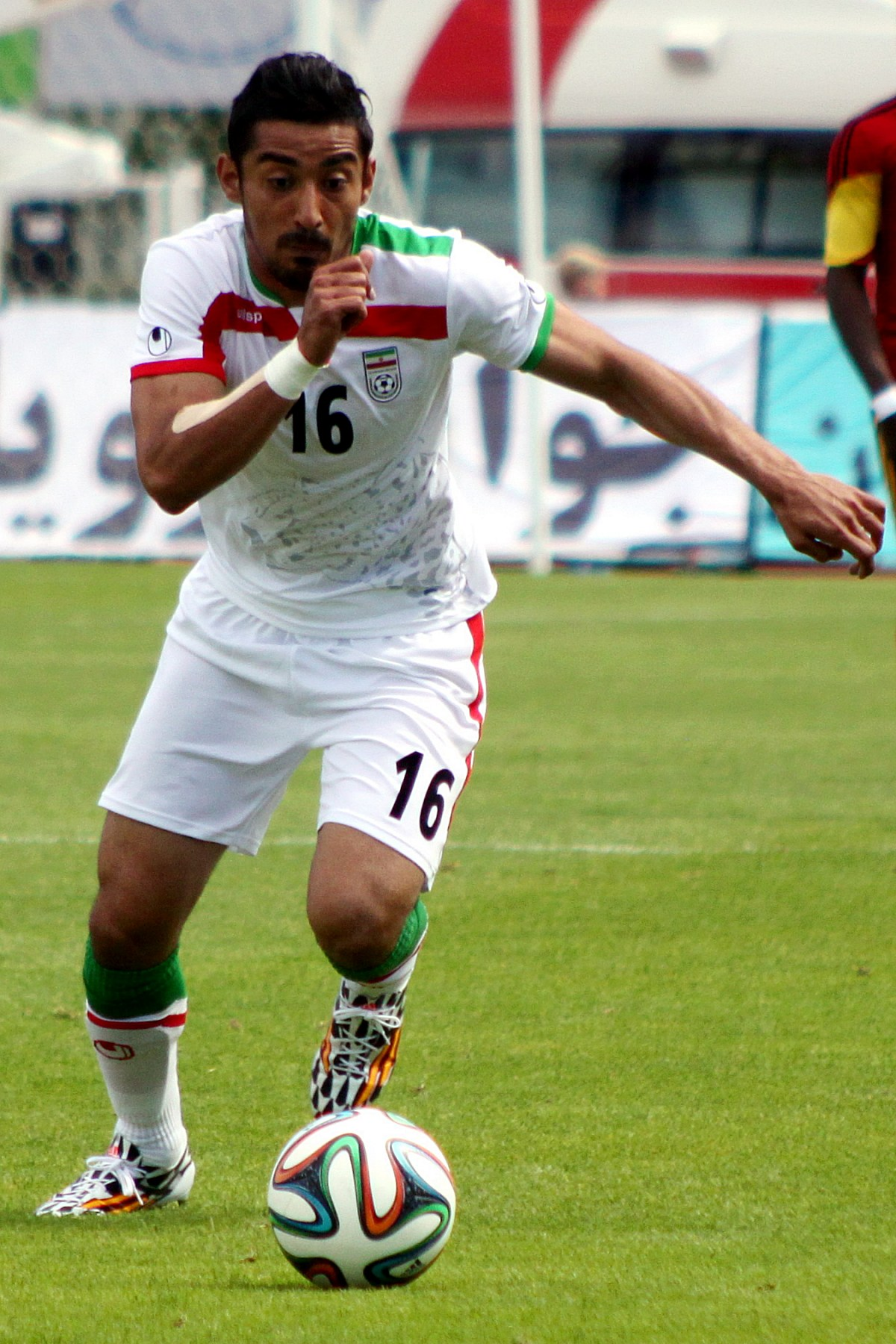
قوچان‌نژاد درجریان بازی مقابل آنگولا در ۲۰۱۴

نوار گلزنی قوچان‌نژاد ادامه یافت و در هر کدام از بازی‌های مقدماتی جام ملت‌های آسیا ۲۰۱۵ مقابل تایلند و لبنان گلزنی کرد تا جایگاه ایران در جام ملت‌های آسیا ۲۰۱۵ را تثبیت کند. رضا به گلزن‌برتر مرحله مقدماتی تبدیل شد و به رکورد شش گل در شش بازی پیاپی دست یافت. قوچان‌نژاد در پنجم مارس ۲۰۱۴ مقابل گینه در یک بازی دوستانه گلزنی کرد تا رکورد خود را به هفت گل در هفت بازی پیاپی و در مجموع ۹ گل در ۱۱ بازی برساند.

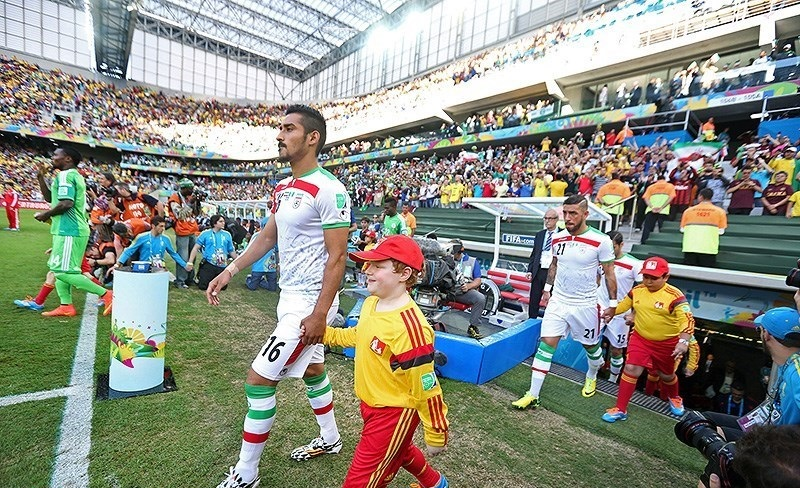
رضا قوچان‌نژاد پیش از شروع بازی ایران و نیجریه در جام جهانی فوتبال ۲۰۱۴

قوچان‌نژاد در یکم ژوئن ۲۰۱۴ به فهرست تیم ملی فوتبال ایران برای رقابت در جام جهانی فوتبال ۲۰۱۴ توسط کارلوس کی‌روش دعوت شد. در تاریخ ۲۵ ژوئن ۲۰۱۴ رضا تنها گل ایران در تورنمنت را در شکست ۳–۱ مقابل تیم ملی فوتبال بوسنی و هرزگوین به ثمر رساند. او به اولین و تنها بازیکن در تاریخ چارلتون اتلتیک تبدیل شد که موفق به گلزنی در جام جهانی فوتبال شده است.
او تک گل ایران در بازی آخر مرحله گروهی مقابل امارات را به ثمر رساند تا ایران با صدرنشینی در گروه C رقابت‌ها به مرحله‌حذفی صعود کند. در بازی مرحله یک چهارم‌نهایی مقابل عراق، قوچان‌نژاد گل تساوی را در دقیقه ۱۱۹ به ثمر رساند و نتیجه را ۳–۳ کرد اما در نهایت ایران در ضربات‌پنالتی با نتیجه ۶–۷ شکست خورد.
در یک سپتامبر ۲۰۱۶ قوچان‌نژاد گل پیروزی ایران را در وقت‌های اضافه در مرحله آخر مقدماتی جام جهانی در منطقه آسیا در پیروزی ۰–۲ مقابل قطر به ثمر رساند.

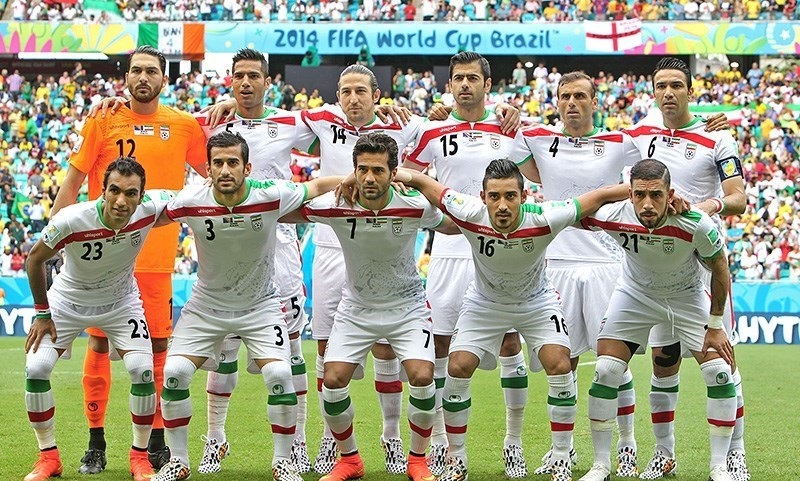
قوچان‌نژاد به همراه تیم ملی پیش از شروع بازی مقابل بوسنی در جام جهانی فوتبال ۲۰۱۴

در مه ۲۰۱۸ قوچان‌نژاد به فهرست تیم ملی برای حضور در جام جهانی فوتبال ۲۰۱۸ روسیه دعوت شد، اما فرصت بازی در تورنمنت را به دست نیاورد. در ۲۷ ژوئن ۲۰۱۸، رضا قوچان‌نژاد پس از بازگشت کاروان تیم ملی از روسیه خداحافظی خود را از فوتبال ملی در صفحه اینستاگرام‌اش اعلام کرد.

## پیشینهٔ ورزشی

### هیرنفین هلند
در سال ۲۰۰۵ به باشگاه هیرنفین پیوست. او اولین بازی حرفه‌ای خود را در آوریل ۲۰۰۶ در بازی خانگی در مقابل ای زد آلکمار به‌عنوان تعویضی به جای فرناندو درولد آغاز کرد. او در سال ۲۰۰۶–۲۰۰۷ به صورت قرضی به تیم گو اهد ایگلز پیوست. در تابستان ۲۰۰۹ قوچان‌نژاد قراردادش با هیرنفین را به خاطر تحصیلات آکادمیک تمام کرد. علاوه بر این، او به‌عنوان یک آماتور به تیم فوتبال گو اهد ایگلز در قرارداد دومش پیوست.

### کامبور هلند
اگرچه قوچان‌نژاد عضوی از تیم فوتبال گو اهد ایگلز در زمستان ۲۰۰۹–۲۰۱۰ بود، به‌طور ناگهانی با کامبور قراردادی ۲٫۵ ساله بست. او در اولین بازی خود برای کامبور در تاریخ ۲۲ ژانویه ۲۰۱۰ مقابل باشگاه فوتبال فیندام، ۹ ثانیه بعد از ورودش گلزنی کرد. گل او به سریع‌ترین گل تاریخ لیگ هلند تبدیل شد و نام‌اش در کنار یوهان کرایف افسانه‌ای قرار گرفت که مشترکاً رکورد زدن گل در ثانیه ۹ را کسب کرده‌اند.

### سنت ترویدن بلژیک
رضا در ۱۷ ژوئن ۲۰۱۱ به باشگاه فوتبال سنت ترویدن پیوست. مدت قراردادش سه سال بود. او اولین گلش را در لیگ برتر فوتبال بلژیک به تیم فوتبال براج زد.

### استاندارد لیژ بلژیک
در ۳۱ اوت ۲۰۱۲ او با توافق با باشگاه فوتبال استاندارد لیژ به این تیم پیوست. قوچان‌نژاد با قرارداد ۳٫۵ ساله در ژانویه ۲۰۱۳ در حالی به استاندارد لیژ ملحق شد که ۱۰ گل از دوازده بازی را در نیمه اول فصل که در سنت ترویدن مانده بود زد. او اولین گل‌اش برای استاندارد لیژ را در ۱۹ مه و در ۴–۳ پلی‌آف در بازی مقابل تیم لوکرن زد. رضا در آن فصل به همراه تیم لیژ در لیگ قهرمانان اروپا ۲۰۱۳–۲۰۱۴ بازی کرد.

### چارلتون اتلتیک انگلیس
او در ۳۰ ژانویه ۲۰۱۴ با قراردادی دو و نیم ساله به باشگاه فوتبال چارلتون پیوست. او پس از کریم باقری دومین ایرانی است که برای چارلتون بازی کرده است. در ۱ فوریه ۲۰۱۴ اولین بازی خود را برای چارلتون اتلتیک در شکست ۱–۲ خارج از خانه مقابل تیم ویگان اتلتیک انجام داد؛ او تمام ۹۰ دقیقه را برای چارلتون بازی کرد و در نیمه اول یک شوت به سمت دروازه کرد که با اصابت به تیر وارد دروازه نشد. رضا اولین بازی خود را در جام حذفی فوتبال انگلستان در ۲۴ فوریه ۲۰۱۴ در برد ۱–۲ مقابل باشگاه فوتبال شفیلد یونایتد انجام داد. قوچان‌نژاد نخستین گل خود را در تاریخ ۲ آوریل ۲۰۱۴ مقابل باشگاه فوتبال لیدز یونایتد به زیبایی هرچه تمام تر به ثمر رساند.

### الکویت کویت
وی در مرداد ۱۳۹۳ در حالی که با باشگاه باشگاه فوتبال چارلتون قرارداد داشت، با اخذ رضایت‌نامه خود با قراردادی دوساله و به صورت قرضی به باشگاه فوتبال الکویت کیفان در لیگ برتر فوتبال کویت پیوست. وی پیش از پایان یافتن مهلت قرارداد و قبل از جام ملت‌های آسیا ۲۰۱۵ از این تیم کنار گذاشته‌شد

### الوکره قطر
وی پس از اینکه توسط تیم الکویت کنار گذاشته‌شد، به تیم الوکره قطر پیوست.

### هیرنفین هلند
رضا قوچان‌نژاد که مدت‌ها در فوتبال هلند کار کرده‌بود و سابقه بازی در آکادمی هیرنفین را نیز در پرونده داشت، پس از ۷ سال به فوتبال هلند بازگشت و پیراهن هیرنفین را به تن کرد؛ وی فصل قبل در تیم بحران زده چارلتون اتلتیک در لیگ دسته یک انگلیس بازی کرد و نتوانست کارنامه چندان خوبی در این تیم داشته‌باشد و پس از اتمام قراردادش با این تیم، به فوتبال هلند بازگشت تا پیراهن هیرنفین را به تن کند. او از چند تیم هلندی از جمله باشگاه فوتبال توئنته نیز پیشنهاد داشت ولی ترجیح داد تا در هیرنفین فوتبال خود را دنبال کند. قوچان‌نژاد در فصل اول حضور خود در لیگ اردیویسه هلند ۱۹ گل زد و سومین گلزن برتر لیگ هلند لقب گرفت و علاوه بر بهترین بازیکن سال هیرنفین، در تیم منتخب فصل ۱۷–۲۰۱۶ نیز جای گرفت و افتخاری شایسته برای فوتبال ایران به ارمغان آورد. قوچان‌نژاد نتوانست روند خوب خود را در فصل دوم حضورش در هیرنفین ادامه دهد و با ۷ گل فصل را به پایان رساند و بهترین گلزن تیمش در فصل ۱۸–۲۰۱۷ لقب گرفت.

### آپوئل نیکوزیا قبرس
رضا قوچان‌نژاد در ۲۳ ژوئیه ۲۰۱۸ با امضای قراردادی ۲ ساله به آپوئل پیوست. او یک نیم فصل در آپوئل نیکوزیا قبرس بازی کرد و دو گل نیز به ثمر رساند.

### سیدنی استرالیا
در ۳۱ ژوئن ۲۰۱۹ طی قراردادی قرضی به مدت شش ماه به باشگاه فوتبال سیدنی پیوست. قوچان‌نژاد اولین بازی خود را در ۸ فوریه مقابل بریسبین روآر انجام داد و به نخستین بازیکن ایرانی بین‌المللی ای-لیگ استرالیا تبدیل شد. او اولین گل خود را در سیدنی در ۱ مارس مقابل آدلاید یونایتد به ثمر رساند. رضا قوچان‌نژاد بعدها در ۱۹ می پنالتی برنده را در ضربات پنالتی در فینال بزرگ ای-لیگ گل کرد و همراه تیمش به مقام قهرمانی ای-لیگ استرالیا رسید و به اولین ایرانی تبدیل شد که به قهرمانی لیگ استرالیا نائل می‌شود.

### پک زووله هلند
رضا قوچان‌نژاد پس از جدایی از آپوئل در سپتامبر ۲۰۱۹ به تیم پک زووله هلند پیوست. در هفته ششم لیگ هلند، رضا قوچان‌نژاد تاریخ‌ساز شد. «گوچی» در اولین بازی در فهرست نفرات نیمکت نشین زووله قرار گرفت. تیم در نیمه اول دو بر یک عقب بود. او به‌عنوان دومین تعویض جانشین دنیس یانسن شد و در ۲۸ دقیقه، عنوان شگفت‌آورترین و گلزن‌ترین تعویض تاریخ این لیگ را به خود اختصاص داد. قوچان‌نژاد پوکر کرد و چهار گل به ثمر رساند تا دو رکورد را برای ایران و هلند جابه‌جا کند. اولین تعویضی در تاریخ لیگ هلند که موفق شده «پوکر» (چهار گل در یک مسابقه فوتبال) کند. همچنین اولین لژیونر تاریخ فوتبال ایران در لیگ‌های اروپایی که موفق به ثبت پوکر شده.
در ۲۲ ژانویه ۲۰۲۰ مصادف با ۳ بهمن ۹۹، رضا قوچان‌نژاد توانست مقابل تیم ویلم پس از ورود به زمین در نیمه دوم هتریک کند تا پک زووله با نتیجه ۳–۱ برنده بازی شود. قوچان‌نژاد با این هتریک موفق به ثبت رکوردی به‌نام خود شد. او به نخستین و تنها بازیکن در تاریخ اردویسیه تبدیل شد که توانسته دوبار پس از ورود به زمین به‌عنوان یار تعویضی هتریک کند.

## آمار ملی

### گل‌های ملی
| شماره | تاریخ          | میزبان     | بازی ملی | حریف              | نتیجه | رقابت                                                          |
| ----- | -------------- | ---------- | -------- | ----------------- | ----- | -------------------------------------------------------------- |
| ۱     | ۶ فوریه ۲۰۱۳   | تهران      | ۴        | لبنان             | ۵–۰   | مقدماتی جام ملت‌های آسیا ۲۰۱۵                                   |
| ۲     | ۶ فوریه ۲۰۱۳   | تهران      | ۴        | لبنان             | ۵–۰   | مقدماتی جام ملت‌های آسیا ۲۰۱۵                                   |
| ۳     | ۴ ژوئن ۲۰۱۳    | دوحه       | ۶        | قطر               | ۱–۰   | مقدماتی جام جهانی ۲۰۱۴                                         |
| ۴     | ۱۱ ژوئن ۲۰۱۳   | تهران      | ۷        | لبنان             | ۴–۰   | مقدماتی جام جهانی ۲۰۱۴                                         |
| ۵     | ۱۸ ژوئن ۲۰۱۳   | اولسان     | ۸        | کرهٔ جنوبی         | ۱–۰   | مقدماتی جام جهانی ۲۰۱۴ (گل صعود ایران به جام جهانی ۲۰۱۴ برزیل) |
| ۶     | ۱۵ اکتبر ۲۰۱۳  | تهران      | ۹        | تایلند            | ۲–۱   | مقدماتی جام ملت‌های آسیا ۲۰۱۵                                   |
| ۷     | ۱۵ نوامبر ۲۰۱۳ | بانکوک     | ۱۰       | تایلند            | ۳–۰   | مقدماتی جام ملت‌های آسیا ۲۰۱۵                                   |
| ۸     | ۱۹ نوامبر ۲۰۱۳ | بیروت      | ۱۱       | لبنان             | ۴–۱   | مقدماتی جام ملت‌های آسیا ۲۰۱۵                                   |
| ۹     | ۵ مارس ۲۰۱۴    | تهران      | ۱۲       | گینه              | ۱–۲   | دوستانه                                                        |
| ۱۰    | ۸ ژوئن ۲۰۱۴    | سائوپائولو | ۱۵       | ترینیداد و توباگو | ۲–۰   | دوستانه                                                        |
| ۱۱    | ۲۵ ژوئن ۲۰۱۴   | سالوادور   | ۱۸       | بوسنی             | ۱–۳   | جام جهانی ۲۰۱۴ برزیل                                           |
| ۱۲    | ۱۹ ژانویه ۲۰۱۵ | بریزبن     | ۲۳       | امارات            | ۱–۰   | جام ملت‌های آسیا ۲۰۱۵                                           |
| ۱۳    | ۲۳ ژانویه ۲۰۱۵ | کانبرا     | ۲۴       | عراق              | ۳–۳   | جام ملت‌های آسیا ۲۰۱۵                                           |
| ۱۴    | ۱ سپتامبر ۲۰۱۶ | تهران      | ۳۰       | قطر               | ۲–۰   | مقدماتی جام جهانی ۲۰۱۸                                         |
| ۱۵    | ۱۰ نوامبر ۲۰۱۶ | شاه عالم   | ۳۳       | پاپوآ گینهٔ نو     | ۸–۱   | دوستانه                                                        |
| ۱۶    | ۱۰ نوامبر ۲۰۱۶ | شاه عالم   | ۳۳       | پاپوآ گینهٔ نو     | ۸–۱   | دوستانه                                                        |
| ۱۷    | ۱۰ نوامبر ۲۰۱۶ | شاه عالم   | ۳۳       | پاپوآ گینهٔ نو     | ۸–۱   | دوستانه                                                        |

### بازی‌های ملی
| ایران | ایران | ایران | ایران  |
| سال   | بازی  | گل    | پاس گل |
| ----- | ----- | ----- | ------ |
| ۲۰۱۲  | ۳     | ۰     | ۰      |
| ۲۰۱۳  | ۸     | ۸     | ۱      |
| ۲۰۱۴  | ۸     | ۳     | ۰      |
| ۲۰۱۵  | ۱۰    | ۲     | ۲      |
| ۲۰۱۶  | ۵     | ۴     | ۰      |
| ۲۰۱۷  | ۶     | ۰     | ۱      |
| ۲۰۱۸  | ۴     | ۰     | ۰      |
| مجموع | ۴۴    | ۱۷    | ۴      |

## سبک بازی
قوچان‌نژاد همواره بخاطر شم بالای گلزنی و قرارگیری در جای مناسب در موقعیت‌های هجومی ستایش شده است. بسیاری سبک بازی او را با اسطوره فوتبال ایران خداداد عزیزی مقایسه کرده‌اند. قوچان‌نژاد در نزد کارشناسان به عنوان بازیکنی بسیار خطرناک در محوطه جریمه شناخته می‌شود.

## افتخارات

### بین‌المللی
- صعود به جام جهانی ۲۰۱۴ با تیم ملی ایران.
- صعود به جام ملت‌های آسیا ۲۰۱۵ با تیم ملی ایران.
- صعود به جام جهانی ۲۰۱۸ با تیم ملی ایران.

### باشگاهی

#### هیرنفین
- قهرمانی جام حذفی هلند: ۹–۲۰۰۸[۳۱]

#### آپوئل نیکوزیا
- قهرمانی لیگ قبرس: ۱۹–۲۰۱۸[۳۲]

#### سیدنی
- قهرمانی ای-لیگ استرالیا: ۱۹–۲۰۱۸[۳۳]

### فردی
- نخستین ایرانی که موفق به هت تریک در فوتبال اروپا شده است.[۳۴]
- اولین بازیکنی که در ۳۹ سال گذشته توانسته در ورزشگاه باشگاه فوتبال آیندهوون هت-تریک کند. (فصل ۱۷–۲۰۱۶)
- نخستین ایرانی که موفق به پوکر (به ثمر رساندن چهار گل در یک مسابقه فوتبال) در فوتبال اروپا شده است.[۳۵]
- به ثمر رساندن سریع‌ترین گل تاریخ لیگ هلند در ثانیه ۹ و قرار گرفتن در کنار یوهان کرایف.[۳۶]
- نخستین و تنها ایرانی که موفق به قهرمانی در ای-لیگ استرالیا شده است.
- نخستین و تنها بازیکن تاریخ لیگ هلند که توانسته به عنوان یار تعویضی چهار گل به ثمر برساند.[۳۷]
- قرار گرفتن در تیم منتخب سال فصل ۱۷–۲۰۱۶ لیگ اردیویسیه هلند.[۳۸]
- برگزیده شدن به عنوان بازیکن سال باشگاه فوتبال هیرنفین در فصل ۱۷–۲۰۱۶.[۳۹]
- نخستین ایرانی که در یک فصل ۱۹ گل در یک لیگ معتبر اروپایی به ثمر رسانده است.
- اولین و تنها بازیکن باشگاه فوتبال چارلتون اتلتیک که در جام جهانی فوتبال موفق به گلزنی شده است.[۱۶]
- نخستین و تنها بازیکن در تاریخ اردیویسه که برای دو بار موفق به هتریک به عنوان یار تعویضی شده است.
- سریع‌ترین هتریک لژیونرهای ایرانی در ۲۷ دقیقه.[۳۷]